# Classification internationale des maladies oncologiques
Pour les articles homonymes, voir ICDO.
 (juillet 2017).
La Classification internationale des maladies oncologiques (en anglais International Classification of Diseases for Oncology, ICD-O) est une extension spécifique à un domaine de la Classification internationale des maladies pour les maladies tumorales. Cette classification est largement utilisée pour les registres de cancer.
La troisième édition est parue en 2008.

## Axes
La classification possède deux axes morphologique et topographique.

### Axe morphologique
L'axe morphologique concerne la morphologie de la tumeur.
Cet axe a une importance additionnelle, car la « Systematized nomenclature of medicine » a adopté la classification morphologique de ICD-O.

#### Exemples de codes

##### (8000-8009) Non spécifié ailleurs
- (8000-8004) Néoplasie, non spécifié ailleurs
  - (8000/0) Néoplasie bénigne
  - (8000/1) Néoplasie, caractère bénin ou malin incertain
  - (8000/3) Néoplasie maligne
  - (8000/6) Néoplasie métastatique
  - (8000/9) Néoplasie maligne, caractère primaire ou métastatique incertain

### Axe topographique
L'axe topographique est celui des codes topographiques du site tumoral. Il est standardisé par la section C du CIM-10
Il n'y a pas eu de changements d'axes topographiques entre ICD-O-2 et ICD-O-3.
Voir CIM-10 Chapitre 02 : Tumeurs pour des exemples.